# ГАЕС Баїна Башта
ГАЕС Баїна Башта — гідроелектростанція на заході Сербії у Златиборському окрузі. Споруджена поблизу ГЕС Баїна Башта на річці Дріна (права притока Сави), із сербського боку кордону між Сербією та Боснією.
Верхній резервуар ГАЕС створили у гірському масиві Тара на південь від Дріни, використавши річку Белі Ржав (один із витоків Ржаву, правої притоки Дріни). Її перекрили земляною греблею з глиняним ядром висотою 125 метрів, на спорудження якої пішло 2 млн м3 матеріалу. Крім того, існує допоміжна гребля висотою 45 метрів, яка потребувала ще 1,5 млн м3 матеріалу. Разом вони утворили водосховище «Заовінське озеро» з площею поверхні 3,5 км2 та об'ємом 150 млн м3.
Від верхнього резервуару до підземного машинного залу, спорудженого у долині Дріни, веде тунель довжиною 8 км та діаметром 6,3 метра, який переходить у напірний водовід довжиною 0,8 км. Ця схема дала змогу створити максимальний напір у 612 метрів (середній — 554 метри). Основне обладнання станції становлять дві оборотні турбіни типу Френсіс загальною потужністю 630 МВт у турбінному та 310 МВт у насосному режимах.